# آتسوشی یاناگیساوا
آتسوشی یاناگیساوا (به انگلیسی: Atsushi Yanagisawa) بازیکن فوتبال اهل ژاپن و عضو تیم ملی فوتبال ژاپن است که در تاریخ ۱۵ سپتامبر ۱۹۹۸ میلادی اولین بازی ملی‌اش را انجام داد. او در ۵۸ بازی ملی حضور داشت و آخرین بازی ملی خود را در تاریخ ۱۸ ژوئن ۲۰۰۶ میلادی انجام داد. آتسوشی یاناگیساوا در بازی‌های ملی‌اش
۱۷ گل به ثمر رساند.